# Ильиных, Валерий Александрович
Валерий Александрович Ильиных (4 ноября 1968) — российский футболист, игрок в мини-футбол. Мастер спорта. Известен многолетними выступлениями за югорский клуб «ТТГ-Ява».

## Биография
Ильиных является воспитанником березниковского футбола. Но его футбольный дебют произошёл в клубе «Вулкан» из Петропавловска-Камчатского. Затем он три сезона выступал за пензенский «Зенит», после чего завершил выступления в большом футболе и перешёл в мини-футбол.
Первым мини-футбольным клубом стал екатеринбургский УПИ. Спустя два сезона он перебрался в югорский клуб «ТТГ-Ява». Там он играл на протяжении девяти сезонов, забил в матчах чемпионата более ста мячей. Трижды помог команде выиграть бронзовые медали чемпионата. Признан лучшим игроком «Кубка Урала»-2001.
В 2004 году перешёл в новоуренгойский «Геолог». Провёл там пару месяцев, после чего перешёл в «Тюмень», где и завершил сезон. После этого на высшем уровне не играл.